# Glycine priceana
Glycine priceana là một loài thực vật có hoa trong họ Đậu. Loài này được (B.L. Rob.) Britton miêu tả khoa học đầu tiên năm 1913.